# تريسينو
تريسينو (بالإيطالية: Trissino)‏ هي بلدية في مقاطعة فشنزة في منطقة فنيتة، شمال إيطاليا.